# 靈薩克
靈薩克（挪威語：Ringsaker）是挪威内陆郡的市鎮，位於該國東南部，面積1,281平方公里，主要經濟活動有農業、林業和製造業，2004年人口31,732，人口密度為每平方公里28人。

## 外部連結
- Municipal fact sheet from Statistics Norway
- Municipal website （页面存档备份，存于） （挪威文）